# Distribución Luberri GNU/Linux

Luberri Linux es una distribución GNU/Linux basada en Linux Mint. Aunque es una distribución enfocada a la educación, también es apta para otros usos.

## Historia
Fue creada en 2010 en el institutuo Antigua-Luberri BHI de San Sebastian, que le da nombre, como sustitución del Ubuntu instalado en los portátiles del programa Eskola 2.0. Las primeras versiones se basaron en Ubuntu Gnome 2, luego en Ubuntu Flashback y actualmente en Linux Mint Cinnamon. Tenía versiones de 64 y 32 bits hasta Luberri 16.04, a partir de esta versión solo 64. Las últimas versiones de Luberri están basadas en Linux Mint Cinnamon y utilizan la aplicación Cubic para su remasterización. La versión  24  de Luberri cuenta con soporte a largo plazo (2029) . Desde principios de 2010, Alexander Gabilondo Urkijo es el diseñador y principal desarrollador de la distribución Luberri GNU/Linux. En los últimos años también ha participado en el proyecto Iñigo Gebara Grazenea.

## Características
La distribución Luberri ofrece exclusivamente aplicaciones de código abierto.
- Es una distribución de 64 bits basada en Linux Mint Cinnamon .
- Actualizaciones: Sigue el ritmo de actualizaciones LTS de Ubuntu y actualizaciones menores sin una frecuencia fija. La versión principal actual, la 24, se mantendrá hasta 2029. Actualizar información .
- Utiliza la aplicación Ubiquity para su instalación.
- Todas las aplicaciones incluidas pueden utilizarse en castellano y en euskera.
- Permite la integración en Active Directory en Windows . Además, a través de pam_mount, se pueden mapear las carpetas compartidas por el servidor.
- Está bien equipado con software. Luberri está diseñado para que los centros de enseñanza puedan utilizar las aplicaciones necesarias en cualquier ámbito sin necesidad de instalar nada.

## Aplicaciones
En versiones recientes, además de las aplicaciónes de Linux Mint, también incluye:
- Para uso en la oficina, junto con el paquete habitual de LibreOffice : PDFArranger, Xournal++, Foliate, Zim Wiki.
- Complementos: FreeFileSync, Ksnip, Gromit-MPX.
- Educación: Freeplane, GoldenDict, Gcompris, Geogebra, Freeplane, Kalzium, Kbruch, Scratch TurboWarp, Stellarium, Tux Paint, KGeografy, Ktouch.
- Imagen: Diagramas, Inkscape, Kcolorchooser, LibreCAD, Peek, Pix, Sweet Home 3D .
- Sonido y video: Audacity, Handbrake, Kdenlive, MuseScore 3, OBS Studio, OpenShot, VLC, VokoscreenNG .
- Herramientas del sistema: inicie sesión en el dominio.